# Асланян, Сергей Степанович
Серге́й Степа́нович Асла́нян (род. 20 февраля 1966, Москва) — российский журналист, радиоведущий, автомобильный эксперт. В настоящее время работает ведущим на YouTube-канале «Ходорковский LIVE».

## Карьера
С 1987 по 1990 год работал во Всесоюзном центре изучения общественного мнения (социолог первой категории).
1990—1991, работал художником-карикатуристом в издательстве «Дата».
1992—1995, редактор в телепрограмме «Авто&Шоу», Совместное производство АПН и Телекомпании ВИD, 1 канал Останкино,
1994—1995, был автором и ведущим в телепрограмме «Автомобильное обозрение», ТК Деловая Россия на РТР.
1995 год, работал главным редактором в телепрограмме «Полный вперед!», Телеэкспо.
1996 год, главный редактор телепрограммы «Шестая передача», программа об автоспорте на ТВ-6.
1995—1997, журнал «Автопилот», «Коммерсантъ», корреспондент.
С 1997 года работал корреспондентом в газете «Московский комсомолец».
1997—1998, журнал «Мотор», корреспондент.
1998—1999, журнал «Проект Гараж», обозреватель.
1996—1997, радиопрограмма «Автомагия», «Русское Радио», автор и ведущий.
1998—1999, радиопрограмма «Проект Гараж», «Авторадио», автор и ведущий.
1998—2003, журнал «Автомир», корреспондент.
С 1999 работал на радиостанции «Эхо Москвы», где был автором и ведущим радиопрограмм «Гараж», «Стрелок», «Парковка» и редактором программы «Проезжая часть».
С 2004 обозреватель газеты «МК-Мобиль», позднее — сайта АвтоВзгляд.
2006—2007, журнал «Auto, Motor und Sport» (русское издание), главный редактор.
2008—2012, как приглашённый эксперт принимал участие в различных программах на радио «Маяк», в том числе в шоу Владимира Аверина и Тутты Ларсен «Центральный комитет». В августе 2012 года программа Сергея Асланяна «Начальник транспортного цеха» была закрыта на радио Маяк
С декабря 2012 по 9 июля 2014 года вёл программу «Экипаж» на радио Столица FM (ранее «Финам FM»).
Совместно с Виктором Травиным ведёт сайт для автовладельцев pravorulya.com.
В январе 2014 года вместе с Алексеем Буряком и Александром Пикуленко основал автомобильный экспертный онлайн-сервис amsrus.ru. Асланян является его наблюдателем и главным редактором.
В сентябре — октябре 2015 года на радио «Маяк» вёл программу «Ассамблея автомобилистов».
С 20 мая 2015 по 31 марта 2016 вёл радио программу «Авточас с Сергеем Асланяном» на радиостанции «Комета».
В апреле 2016 года возвращается на радио «Эхо Москвы» ведущим программы «Гараж». С июля 2018 года вплоть до закрытия радиостанции в марте 2022 года вёл программу об оружии «Стрелок».
10 февраля 2023 года Министерством юстиции России внесён в список физических лиц — «иностранных агентов».

## Нападение
Вечером 28 мая 2012 года подвергся нападению, получил множественные ножевые ранения, после чего был доставлен в Институт имени Склифосовского. За 2 недели до этого в эфире радиостанции «Маяк» журналистом были сделаны высказывания, вызвавшие негативную реакцию у некоторых представителей мусульманской общественности, после чего Сергей принёс свои извинения верующим мусульманам.